# Marschall genannt Greiff

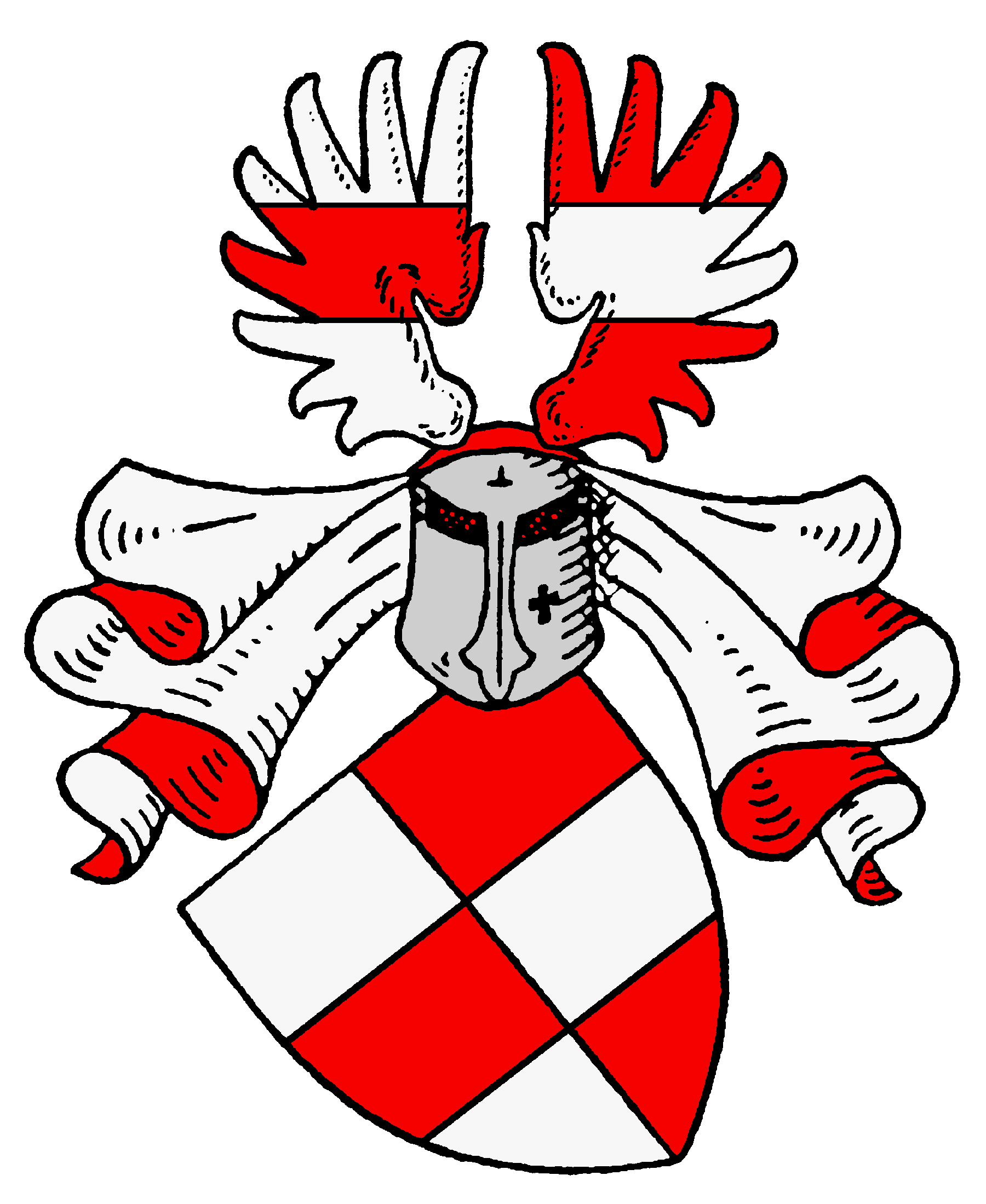
Wappen der Marschall gen. Greiff

Marschall genannt Greiff ist ein fränkisches Adelsgeschlecht.

## Geschichte
Ein altes fränkisches, in dem früher reichsunmittelbaren Ritterorte Baunach angesessenes Adelsgeschlecht, welches bei mehreren Hochstiften mit zweiunddreissig und sechzehn Ahnen aufgeschworen hatte. Urkundlich tritt zuerst 1127 Heinrich Greiff, Marschall von Henneberg, auf, welcher, nachdem er seine Güter im Elsass verkauft hatte, in Franken und im Hennebergischen mehrere Rittergüter an sich brachte, von denen der alte Stammsitz Erlebach noch jetzt der Familie zusteht. Von seinen Nachkommen lebte Bartl Greiff 1149, Wilhelm Greiff wohnte der Belagerung Mailands unter dem Kaiser Friedrich I., dem Rotbarte, bei und Heinrich Greiff wird als Marschall des Markgrafen Hermann in Thüringen 1204 erwähnt. Von dieser Zeit an trugen die Ältesten des Geschlechts das Erbmarschallamt auf der Burg Struphe von den Grafen von Henneberg erblich zu Lehen. Der Titel dieses Erbamtes wurde aber allgemein erst im Anfange des 16. Jahrhunderts dem Geschlechtsnamen „Greiff“ zugesetzt. Rudolf Greiff und sein Bruder Heino Greiff, Abt zu Königsberg, lebten 1304, Hans Marschall-Greiff zu Erlebach, vermählt mit Ursula von Sternberg, lebte 1365, Heinrich Greiff 1384 und Ulrich Greiff, vermählt mit Mechtild von Biegenburg, 1395.

## Wappen

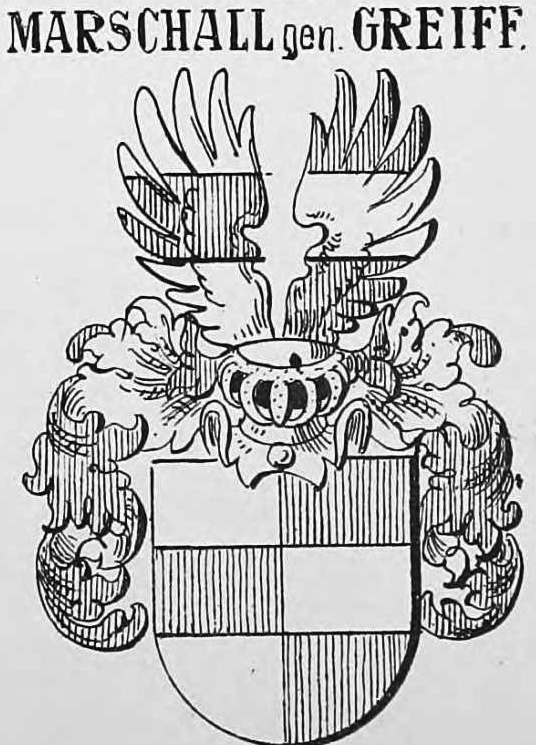
J. Siebmachers Preußischer Adel (Freiherren, Nachträge) Bd. III. 1. II, Tafel 10 - Auszug Marschall gen. Greiff

Blasonierung: Schild gespalten und zweimal geteilt, rechts Silber-Rot-Silber, links Rot-Silber-Rot. Auf dem Helm ein offener Flug, der wie der Schild geteilt ist. Die Helmdecken sind rot-silbern.

## Stammliste
Die ordentliche Stammreihe des Geschlechts beginnt mit Heinz (Hans) Marschall gen. Greiff zu Erlebach ⚭ () Ursula von Rothenhan. In gerader Absteigung treten in der 10. Generation folgende Kinder auf:
A1. Gabriel Marschall; ⚭ () Metz, Voit von Rieneck
B1. Christoph Marschall gen. Greiff, Kommandant der Veste Coburg; ⚭ () Ursula von Wallenfels zu Lindenberg, Tochter von Claus von Wallenfels zu Lindenberg (–) 
C1. Jobst Gabriel Marschall gen. Greiff zu Erlebach, Kommandant der Veste Coburg; ⚭ () Amalie Elisabeth von Heldritt, Tochter von Phillip von Heldritt (–) und Ottilia von Hutten (–)
D1. Veit Ulrich, Kriegsrat und Landeshauptmann der Pflege Coburg, († 1636) ⚭ I: () Amalia Sibylla von Stein zum Altenstein, Tochter von Hans Wilhelm von Stein zum Altenstein (–) und Sigismundis von Zedwitz (–); ⚭ II: () Barbara von Hessberg
E1. Aemelia Magdalena (* 1628; † 1666); ⚭ (1651) Philipp Julius von Ostheim zu Friesenhausen (* 1626; † 1667), Sohn von Georg Sigmund von Ostheim zu Friesenhausen (–) und Anna Juliana Susanna von Schaumberg (–)
E2. Hans Christoph († 1686); ⚭ (1660) Maria Catharina von Buttlar, Tochter von Silvester von Buttlar (–) und Maria Barbara von Boineburg zu Lengsfeld (–)
F1. August Friedrich Gotthilf, Freiherr von Marschall gen. Greiff, herzoglich sachsen weimarischer Geheimer Rat und Obermarschall auf Erlebach, Einöd, Oßmannstedt, Ilmsdorf und Beulbar (1714–1728), (* 1675; † 1740); ⚭ I: (24. August 1705 in Altenberga) Sophie Elisabeth von Schwarzenfels (* 13. Juli 1683; † 29. Dezember 1734 in Weimar; ▭ in Altenberga); ⚭ II: () Friederike Bibiane von Bose, Witwe des Carl Christian von Breitenbauch, (⚭ II: N.N. Heßberg) († 1762), Tochter von Carl Haubold von Bose (–) und Christiana Hedwig von Bünau (–)
F2. Adam Friedrich Gottlob, herzoglich sächsisch-hildburgischer Kammer-Direktor; ⚭ () Sophia von Wurmb 
G1. Freiherr Ludwig Friedrich Karl Gotthold, († 1801), herzoglich sächsisch.-coburgischer Geheimer Rat und Landjägermeister; ⚭ () Friederike, .. Heldburg, († 1839)
H1. Freiherr Ernst Friedrich Karl Gotthold, zu Erlebach, großherzoglich badischer Kammerherr, (* 11. Februar 1795); ⚭ (1820) Freiin Christiane Caroline von und zu Thüngen auf Burgsinn, (* 12. August 1798; † 10. August 1854 in Erlebach)
I1. Rudolf Karl, k. k. Oberleutnant, (* 18. Dezember 1822; † 1. August 1866); ⚭ (8. Mai 1848) Helene von Thewalt-Gürtler (* 12. Juli 1828), Tochter von Joseph von Thewalt-Gürtler (–) und Helene Gürtler von Gürtelrain (–)
J1. Ida Luise (* 20. April 1849)
J2. Rudolf Paul Friedrich Gotthilf, (* 3. Mai 1851; †† 1929)
→ Familie erloschen (ultimus familiae)
J3. Veit Ulrich Gustav Gotthold, zu Einöd und Erlebach, General im Ersten Weltkrieg, Mitglied im geheimen Militärkabinett Kaiser Wilhelms, (* 19. Mai 1863; † 20. Dezember 1923 in Erlebach); ⚭ (15. März 1898 in Berlin) Adelheid von Goßler (* 16. März 1870 in Erfurt; † 17. Mai 1959 in Erlehof bei Römhild), Tochter des preußischen Generalleutnants Martin von Goßler auf Calbe II (–) und Marie von Pfuel (–)
K1. Eva, Erbin des Gutes Erlebach, (* 21. Dezember 1898 in Frankfurt an der Oder); ⚭ (8. Februar 1927 in Coburg) Diplomlandwirt Werner Clausius, (†⚔ 1939 in Dnepropetrowsk, Ukrainische SSR, Sowjetunion)
K2. Marie-Charlotte (* 20. Juni 1902 auf Gut Calbe, Altmark); ⚭ (19. Juli 1928 in Ummerstadt) Oberregierungsrat Botho von Zander (* 3. Oktober 1888 in Königsberg; † 26. Juli 1944 in Coburg)
F3. Amalia Sibylla Juliana, ⚭ () Freiherr Philipp Siegemund von Hessberg auf Burg Ambach, Herr zu Schnodsenbach, (* 21. Oktober 1651; † 25. Juni 1723), Sohn von Freiherr Friedrich Siegemund von Hessberg, Burg Ambach und Brunn, (1619–1682) und Barbara Ernestina Geuderin gen. Rabensteinerin zu Heroldsberg und Stein (–1684)
- Amalia Magdalena; ⚭ () Ludwig Konrad von Hanstein